# Hans Antoni Linden
Hans Antoni Linden, auch Johann Anton Linden, Hanns Anthony Linden oder Lind (* um 1540; † 28. Oktober 1619 in Heilbronn) war Gold- und Silberschmied in Heilbronn. Er hat sich insbesondere mit astronomischen Geräten befasst.

## Leben

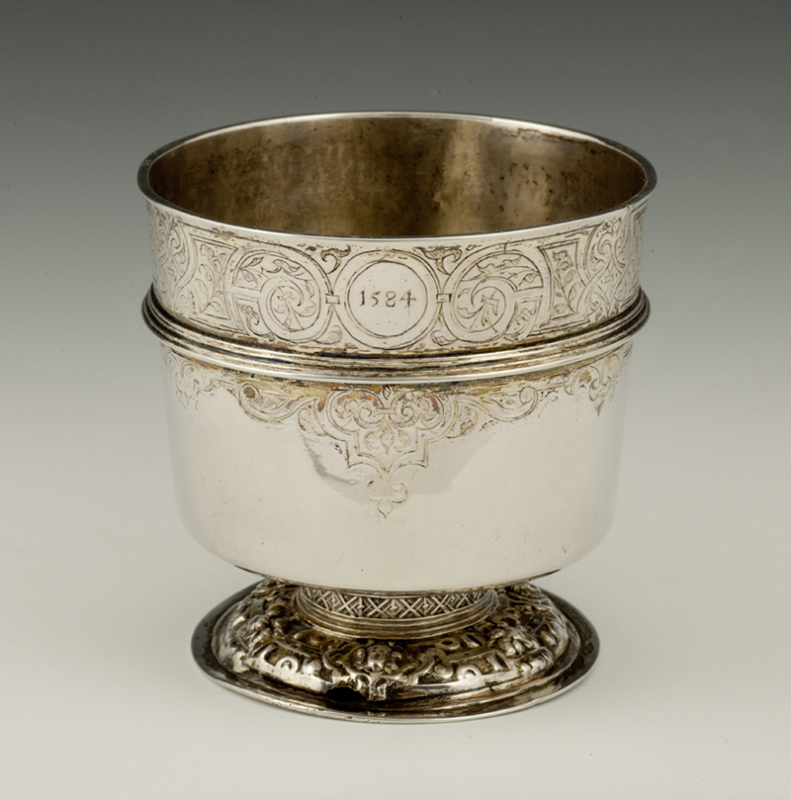
Silberner Häufebecher von Hans Antoni Linden, 1584

Über sein Leben ist nur wenig bekannt. Neben einem silbernen Becher, der heute im Haus der Stadtgeschichte in Heilbronn ausgestellt wird, haben sich aus seiner Werkstatt ein astronomisches Kompendium aus dem Jahr 1596, gefertigt für den Würzburger Christoph Leibfried, in der Sammlung des British Museum in London sowie zwei ihm ebenfalls zugeschriebene Astrolabien erhalten. Sein astronomisches Wissen ist nicht nur durch die von ihm gefertigten Gerätschaften belegt, sondern auch durch das von ihm auf Grundlage eines Drucks von 1535 aus dem Lateinischen ins Deutsche übersetzte Werk „Der ander Theil von Nutz und brauch des Astrolabiums auß dem Latein in Deutsch gebracht durch den hochberümten Herrn Johanes Antoni Linden Bürger und Kaltschmit zu Heilbron“ des Tübinger Astronomieprofessors Johannes Stöffler, wovon eine Abschrift durch den Heilbronner Kupferhammerschmied Endreß Schwepler aus dem Jahr 1604 in der Württembergischen Landesbibliothek in Stuttgart erhalten ist.
Er war mit Barbara geb. Bräunlin verheiratet. Der Ehe entstammten mindestens drei Kinder. Der gleichnamige Sohn Hans Anton Linden heiratete 1588 die Tochter eines Nürnberger Goldschmieds und ließ sich dort als Meister nieder.